# Classe Duke of Edinburgh
Pour les autres classes de navires du même nom, voir Classe Duke.

La classe Duke of Edinburgh est une classe de deux croiseurs cuirassés construits pour la Royal Navy au début du XXe siècle. Les deux navires de la classe participent à la Première Guerre mondiale ; le Black Prince est coulé à la bataille du Jutland et le Duke of Edinburgh survit au conflit avant d'être démoli en 1920.

## Présentation
Conçus par l'ingénieur naval Philip Watts, ces croiseurs cuirassés sont assez réussis du point de vue de leurs équipages. Ils constituent la tentative de réponse de l'Amirauté à la constatation que ni les Monmouth, ni les Devonshire, n'étaient assez puissants pour opérer avec la flotte de ligne. L'armement de cette classe est donc nettement augmenté, mais les faits montrent qu'ils sont encore vulnérables, en particulier face aux tout nouveaux croiseurs de bataille. Les croiseurs cuirassés conservent cependant leur utilité dans l'escorte des convois et pour assurer la présence outre-mer du Royaume-Uni.
Leurs coûts est de 1,193,414 et 1,201,687 livres sterling .

## Navires de la classe
| Classe Duke of Edinburgh |                   |                 |                 |                 |                                                 |       |
| Nom                      | Chantier          | Quille          | Lancement       | Mise en service | Destin                                          | Photo |
| HMS Duke of Edinburgh    | Pembroke Dockyard | 11 février 1903 | 14 juin 1904    | 20 janvier 1906 | Revendu pour démolition en 1920                 |       |
| HMS Black Prince         | Thames Ironworks  | 3 juin 1903     | 8 novembre 1904 | 17 mars 1906    | Coulé le 1er juin 1916 à la bataille du Jutland |       |

## Histoire
HMS Duke of Edinburgh
Il commence sa carrière au sein du 5th Cruiser Squadron, de 1908 à 1912. En décembre 1911, il recueille les survivants du SS Delhi. Il fait partie du 3th Cruiser Squadron, en 1912 et 1913. À l'entrée en guerre, il fait partie du 1st Cruiser Squadron (1re escadre de croiseurs) au sein de la Mediterranean Fleet, il participe alors à la chasse du Goeben et du Breslau. Il se rend ensuite en mer Rouge, où il capture le marchand allemand Altaïr, puis dans le golfe Persique, où il bombarde les forts turcs. En décembre 1914, le 1st Cruiser Squadron, rejoint la Grand Fleet. Il participe au sein de cette escadre à la bataille du Jutland, qu'il traverse sans dommages, seul survivant de l'escadre, puis est versé à la deuxième escadre. Il sert alors à l'escorte des convois transatlantiques, puis en octobre et novembre 1918, est déplacé à la West Indies and North American Station. En 1920, il est vendu, en vue de sa destruction.
HMS Black Prince
Il fait lui aussi partie du 1st Cruiser Squadron. Il suit le HMS Duke of Edinburgh, sauf dans le golfe Persique. Pendant la bataille du Jutland, gravement avarié pendant la journée, il tombe en plein milieu des forces de Scheer, au cours de la nuit, et est rapidement envoyé par le fond, avec la majorité de son équipage.